# Instituto Politécnico de Castelo Branco

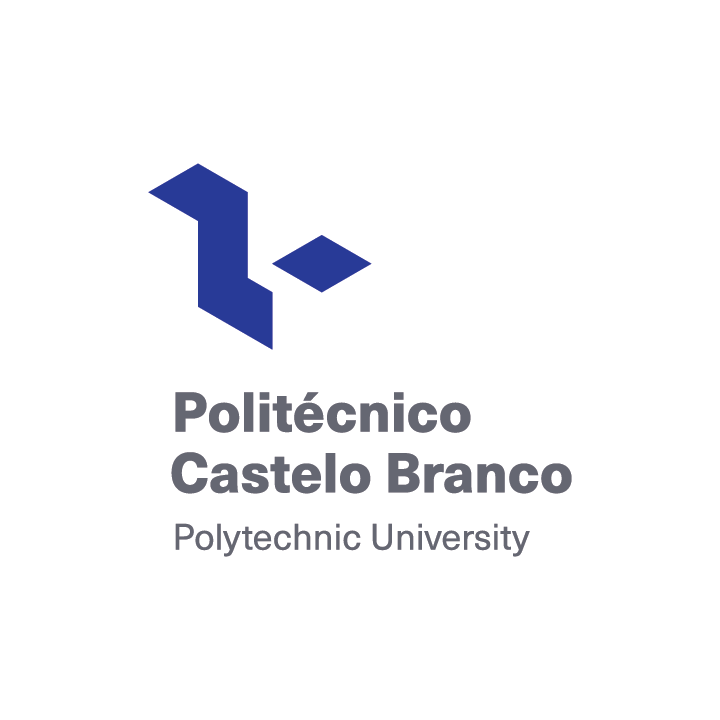

O Instituto Politécnico de Castelo Branco (IPCB) é uma instituição pública de ensino superior localizada em Castelo Branco, Portugal.
O IPCB iniciou a sua atividade em 1980 e que se constitui como um referencial de confiança na qualificação de alto nível dos cidadãos, na produção e difusão do conhecimento, bem como a formação cultural, artística, tecnológica e científica dos seus estudantes num quadro de referência internacional.
Possui uma ampla oferta formativa nas suas seis escolas superiores: Escola Superior Agrária; Escola Superior de Artes Aplicadas; Escola Superior de Educação, Escola Superior Dr. Lopes Dias, Escola Superior de Gestão, e Escola Superior de Tecnologia.
O património humano do IPCB, onde se incluem os docentes, os funcionários não docentes, os estudantes e os representantes da sociedade, constitui o ativo mais importante da instituição. É uma instituição que privilegia o mérito e está fortemente comprometida com o ensino de qualidade. Simultaneamente procura projeção regional, nacional e internacional ao nível da ciência, investigação e inovação.
É uma Instituição ativa, com pessoas capazes de promover e fortalecer sinergias internas e externas, locais e regionais, nacionais e internacionais, e empenhada em cooperar com o poder político local, instituições sociais e culturais, organizações empresariais e instituições de ensino, promovendo o crescimento científico, técnico, artístico, cultural e cívico dos jovens e dos adultos que procuram a Instituição.

## Oferta Formativa
A oferta formativa no IPCB é abrangente e diversificada, com mais de 70 cursos em diferentes níveis de formação (Licenciaturas, Cursos Técnicos Superiores Profissionais - CTeSP, Mestrados e Pós-Graduações), nas diversas áreas científicas lecionadas nas suas escolas superiores. O IPCB disponibiliza também diversos cursos de curta duração e cursos de línguas, que podem ser frequentados pelos seus alunos ou pela comunidade em geral.

## Mobilidade Internacional
A plena inserção do IPCB no Espaço Europeu de Ensino Superior torna incontornável a abertura ao espaço internacional, o que exige um sistema integrador e inovador, de relações externas, que otimize recursos e congregue saberes e permita um contacto com instituições de referência a nível internacional.
Para responder a esse desafio de forma coerente, o IPCB implementa uma política formal de internacionalização através do seu Gabinete de Relações Internacionais, que assenta num forte aumento dos fluxos de mobilidade de estudantes, docentes e não docentes (incoming e outgoing), e que proporciona um aumento de oportunidades de valorização profissional e pessoal, através do conhecimento sobre pessoas, locais e cultura variadas.

## Apoios Sociais
No âmbito do Sistema de Ação Social do estado português são concedidos aos alunos do IPCB apoios sociais diretos e indiretos. Os apoios sociais diretos são efetuados através da concessão de bolsas de estudo e auxílios de emergência. Os apoios sociais indiretos são prestados no acesso à alimentação, alojamento, acesso a serviços de saúde e apoio às atividades desportivas e culturais dos estudantes.
O IPCB disponibiliza aos seus alunos 4 residências de estudantes, localizando-se três em Castelo Branco e uma em Idanha-a-Nova, num total de 424 camas. Em cada uma das residências existem quartos para estudantes portadores de deficiência.
Os estudantes do IPCB têm acesso aos serviços prestados no Centro de Saúde de Castelo Branco através da Consulta Aberta, desde que portadores do cartão de utente e do cartão de estudante. Existe também no IPCB um Gabinete de Apoio Psicológico, que visa facilitar a integração total do jovem, considerando não só a dimensão académica mas também a dimensão sócio-afetiva do estudante do IPCB.